# Mariä Himmelfahrt (Hochstadt am Main)

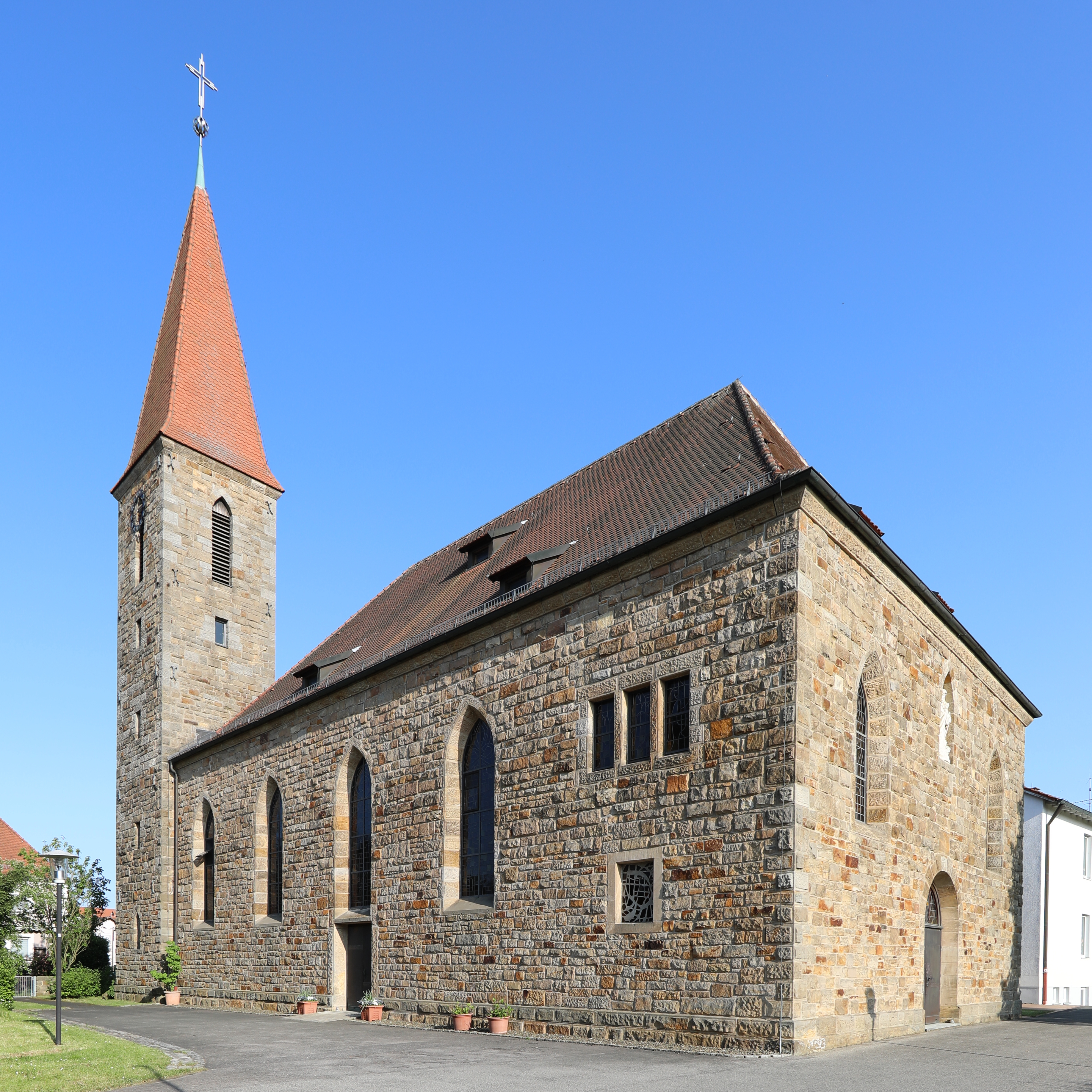
Mariä Himmelfahrt in Hochstadt am Main

Die römisch-katholische Pfarrkirche Mariä Himmelfahrt steht in Hochstadt am Main, einer oberfränkischen Gemeinde im bayerischen Landkreis Lichtenfels. Der Chor des denkmalgeschützten Bauwerks stammt aus dem 14. Jahrhundert, das Langhaus wurde in den 1920er Jahren errichtet. Die Pfarrei gehört zum Seelsorgebereich Lichtenfels-Obermain im Dekanat Coburg des Erzbistums Bamberg.

## Geschichte
Im 14. Jahrhundert ließ das Zisterzienserkloster Langheim in Hochstadt, das seit 1182 zum Kloster gehörte, eine Marienkapelle errichten.
Kloster Langheim wurde 1803 aufgelöst und 1820 folgte die Umpfarrung Hochstadts von Isling nach Marktzeuln.
Im Jahr 1904 gründeten Einwohner mit katholischer Konfession einen Kirchenbauverein, dessen Pläne zur Erweiterung der Kapelle 1914 genehmigt wurden. Aufgrund der Folgen des Ersten Weltkrieges wurde 1918 nur eine Notkirche errichtet. Im Jahr 1920 spendete unter anderem die Kasse des Bayerischen Diaspora-Priestervereins für ein neues Gotteshaus. 1921 wurde in Hochstadt eine Kuratie eingerichtet und 1922 folgte die Errichtung der Kuratiekirche unter Einbeziehung der spätgotischen Kapelle nach Plänen des Bamberger Architekten Chrysostomus Martin in gotisierenden Formen. Am 7. Mai 1922 weihte der Bamberger Erzbischof Jacobus von Hauck die Kirche. Am 30. Dezember 1925 wurde die Gemeinde Obersdorf mit den Gemeindeteilen Anger, Reuth und Thelitz von der Pfarrei Isling ausgepfarrt und mit Burgstall und Horb am Main, jeweils von Altenkunstadt ausgepfarrt, Hochstadt zugeordnet. Am 1. Juli 1937 folgte die Erhebung Hochstadts zur selbstständigen Pfarrei.
im Jahr 1950 wurden drei Kirchenglocken aufgehängt, nachdem die alten im Zweiten Weltkrieg abgeliefert werden mussten. Von 1969 bis 1972 ließ die Gemeinde die Kirche umfassend renovieren. Dabei wurden unter anderem der Altarraum nach den Richtlinien des Zweiten Vatikanischen Konzils neu gestaltet und eine Sakristei neu errichtet.

## Architektur
Die geostete Kirche steht am südlichen Ortsrand, parallel zur Hauptstraße.
An der Ostseite des Gotteshauses befindet sich der Chor mit einem geraden Chorschluss, ursprünglich eine schmale, spätgotische Kapelle. Der Innenraum wird von einer hölzernen Kassettendecke überspannt, früher war es ein Tonnengewölbe. Ein runder Triumphbogen verbindet den Chor mit dem längsrechteckigen Saal des Langhauses zu fünf Achsen, das auch eine Holzdecke hat und als oberen Abschluss ein Walmdach. Im nordöstlichen Winkel zwischen Chor und Langhaus steht der quadratisch angelegte, 36 Meter hohe Kirchturm mit einem Pyramidendach. Unterhalb der Dachtraufe befindet sich eine Glockenstube mit einem Schallfenster je Turmseite und Zifferblättern auf der Nord- und Südseite.
Die Außenwände des Chores bestehen aus unverputzten Sandsteinquadern. In der Chorstirnwand befindet sich ein zugemauertes, spitzbogiges Fenster, in der Südwand ein Spitzbogenfenster mit zweibahnigem Maßwerk, in der Nordwand ohne Maßwerk.
Die Außenwände des Langhauses bestehen aus bossierten Sandsteinquadern. Spitzbogenfenster belichten den Innenraum. Das westliche Hauptportal ist rundbogig und das Nordportal hochrechteckig angelegt.

## Ausstattung

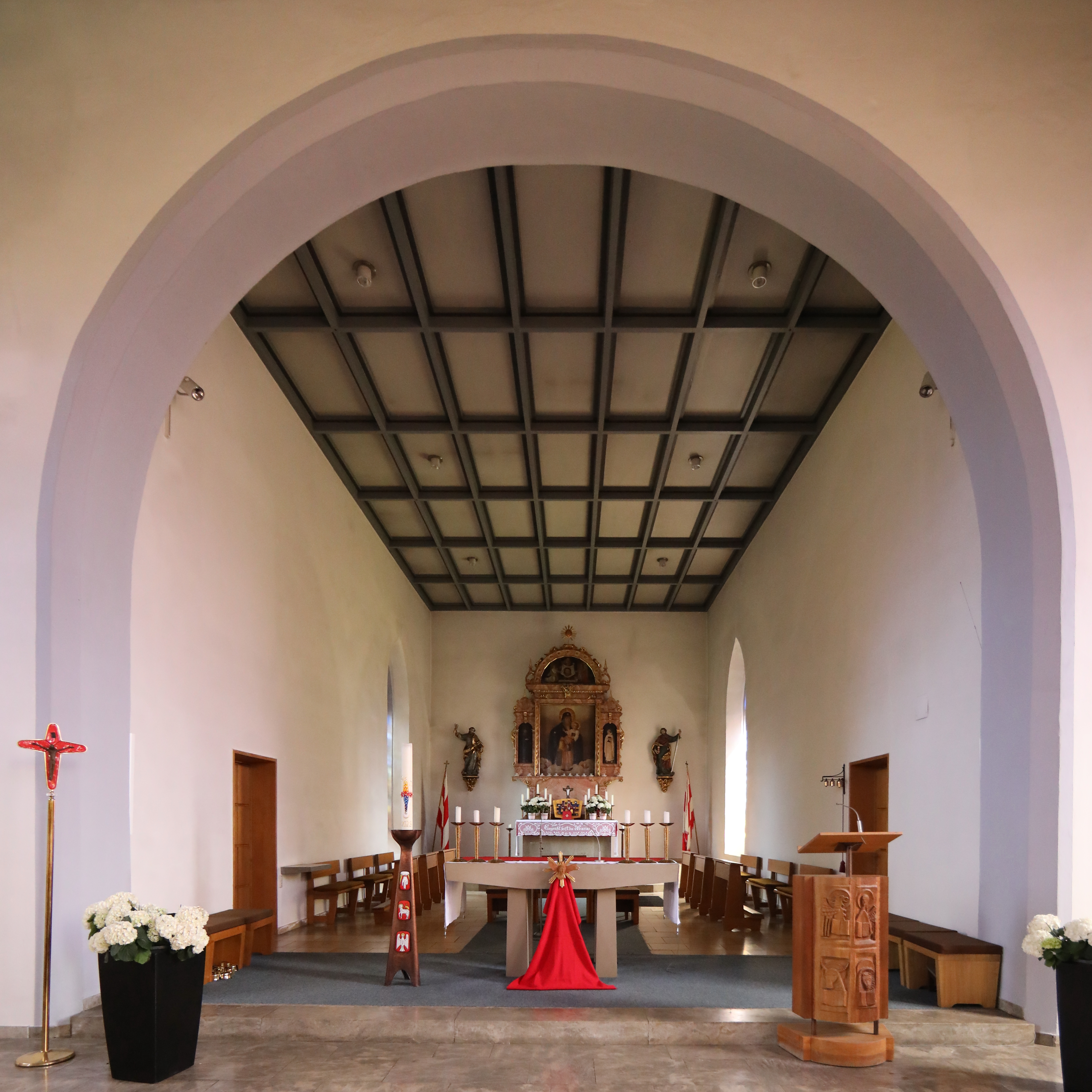
Chorraum

Der Hochaltar stammt von 1612 und hat einen dreiteiligen Aufbau. Im Mittelfeld ist auf Holz gemalt eine Nachbildung eines byzantinischen Gnadenbildes in Santa Maria Maggiore in Rom dargestellt. Es trägt die Bezeichnung „PAL 1612“, die Abkürzung des damaligen Abtes von Langheim, Petrus (Schönfelder) Abbas Langheimensis, der wohl das Bild nach einem Rombesuch mitbrachte. Die seitlichen Flügel zeigen den heiligen Benedikt und den heiligen Bernhard. Am Gebälk darüber ist das Wappen des Abtes Johann Nepomuk Pitius von Langheim angebracht. Der Altarauszug ist bemalt mit dem heiligen Petrus mit dem Schweißtuch der heiligen Veronika. Zuoberst befindet sich das Marienmonogramm. Links vom Hochaltar steht eine Holzfigur des heiligen Petrus und rechts des heiligen Paulus.
Die Seitenaltäre entstanden um 1928 nach Entwürfen von Jakob Angermair.
Ein Sandsteinrelief ist außen an der Chorstirnwand vorhanden. Es zeigt die stehende, von Engeln gekrönte Muttergottes mit dem Langheimer Abt Johann III. Guttenberg, seinem Wappen und dem Wappen des Zisterzienserordens.

### Orgel
Dieter Bensmann aus Steinfurt stellte 2013 eine neue Orgel mit 18 Registern, zwei Manualen und einem Pedal auf.